# 圣神圣殿 (那不勒斯)
40°50′50″N 14°14′57″E / 40.847100°N 14.249055°E
圣神圣殿（Basilica dello Spirito Santo）是一座罗马天主教宗座圣殿，位于意大利南部城市那不勒斯老城的九月七日广场，托莱多街沿线 （曾命名为圣神街，"largo dello Spirito Santo"）。面对多里亚德安格里宫（palazzo Doria d'Angri）。
该堂拥有宏伟的立面，以及优雅的穹顶。

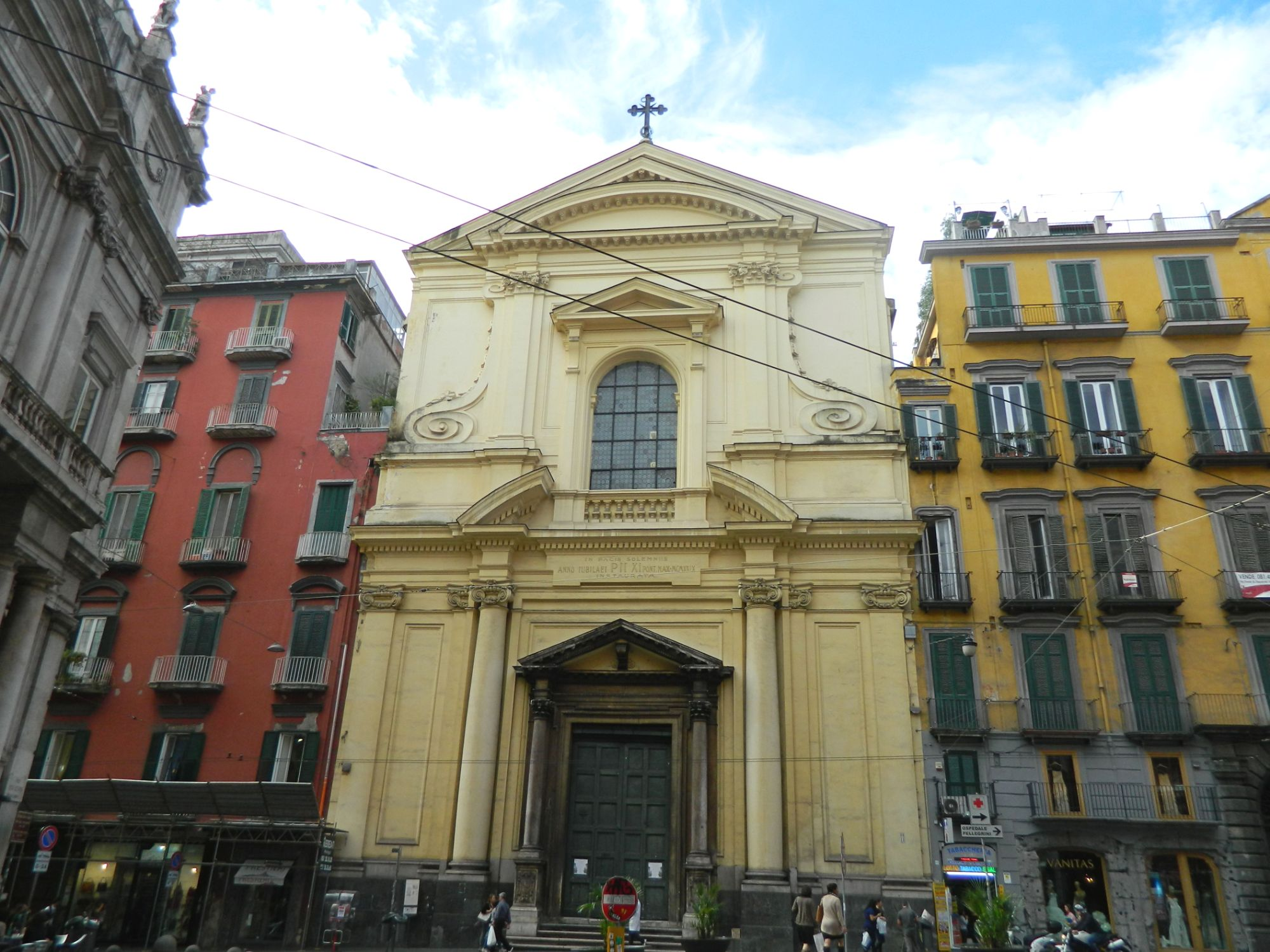
立面
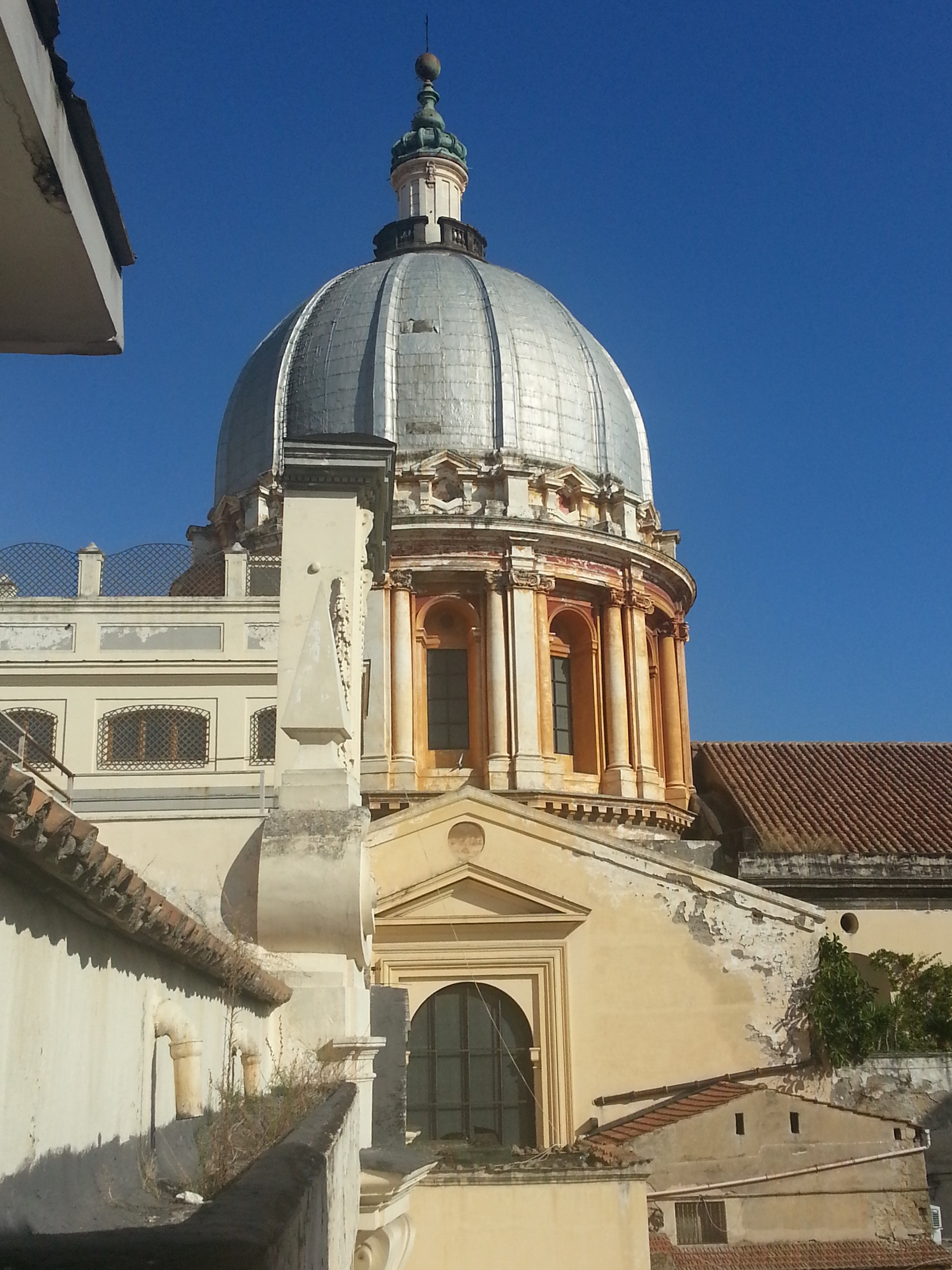
穹顶
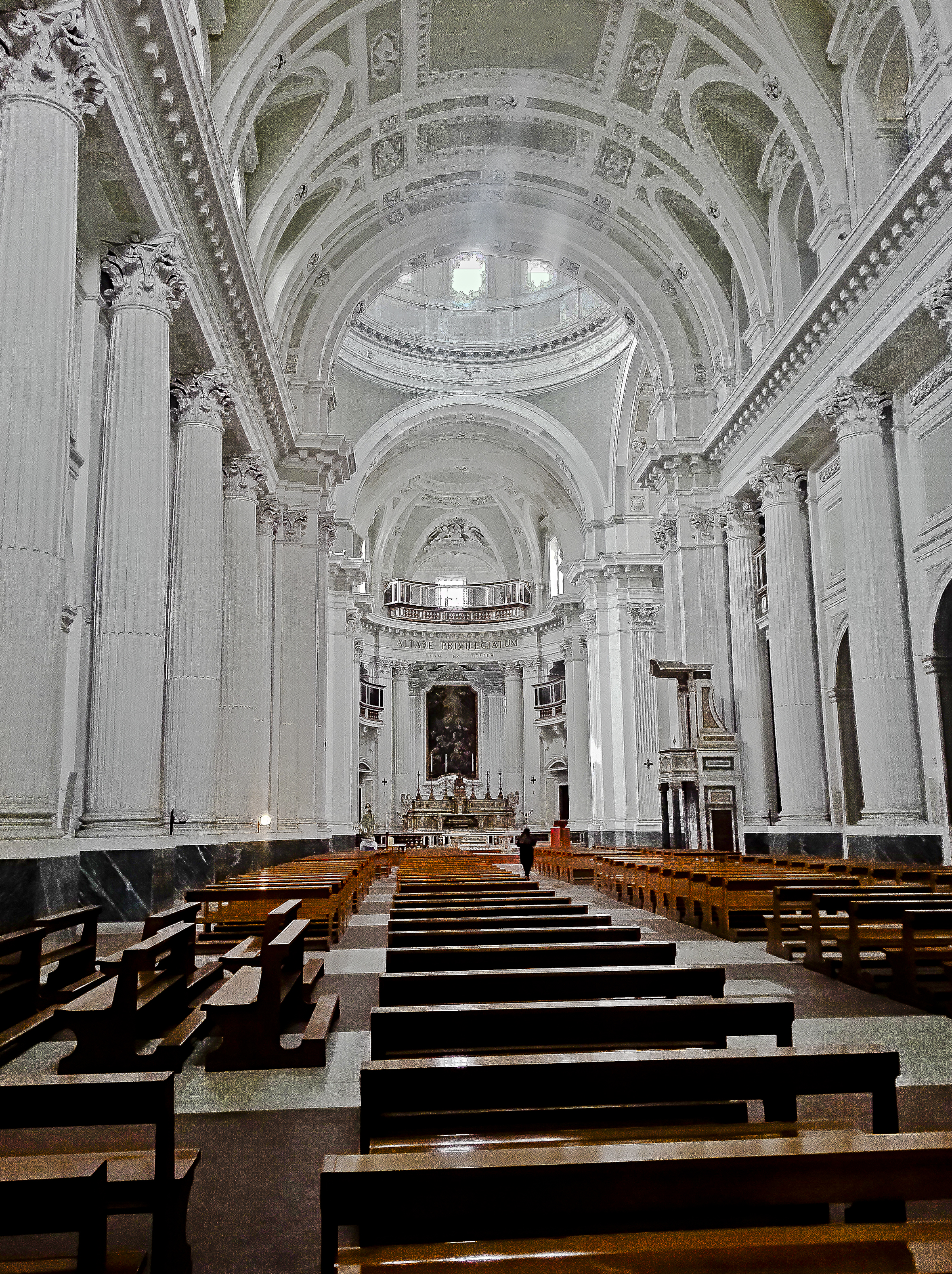
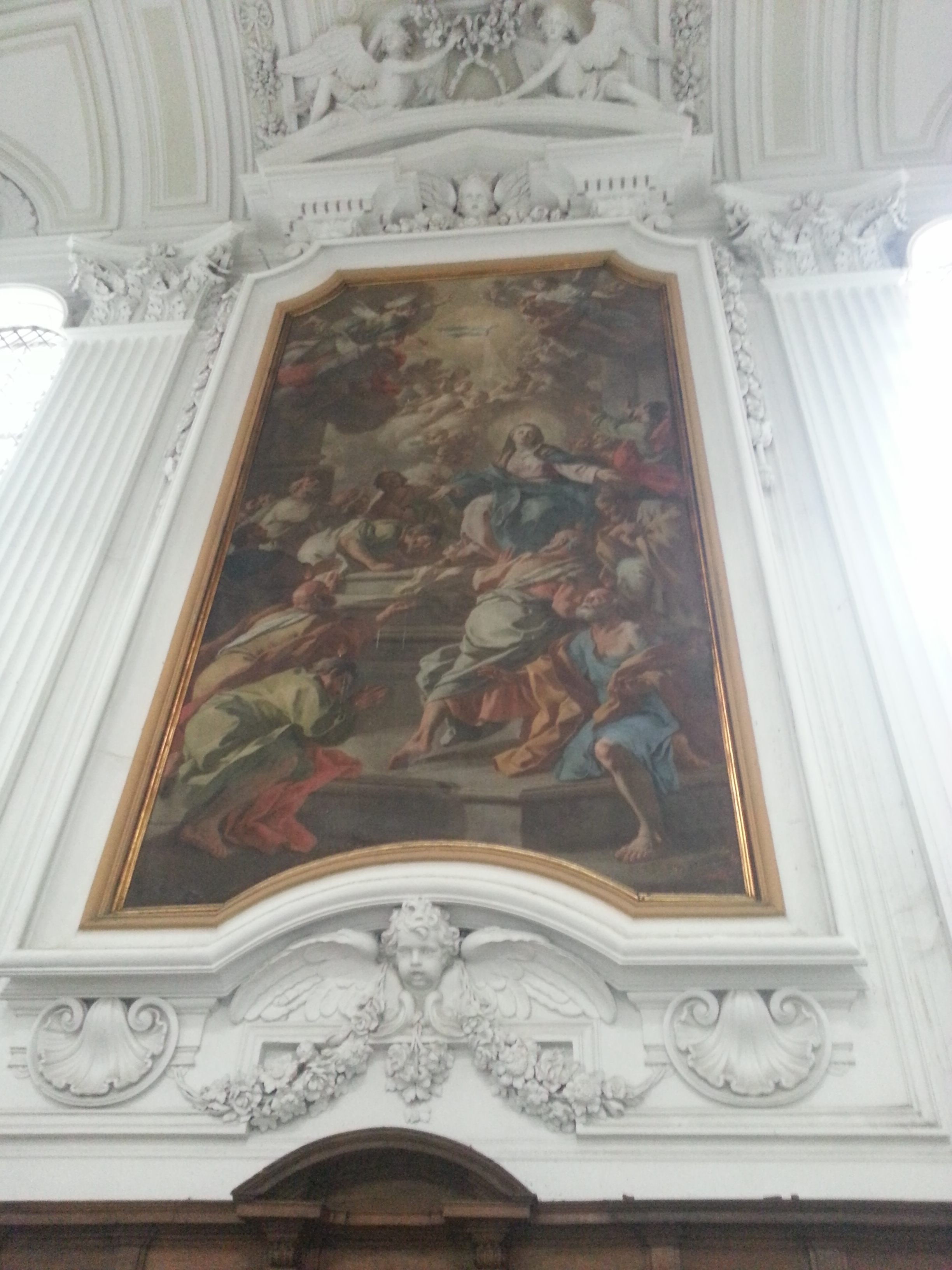
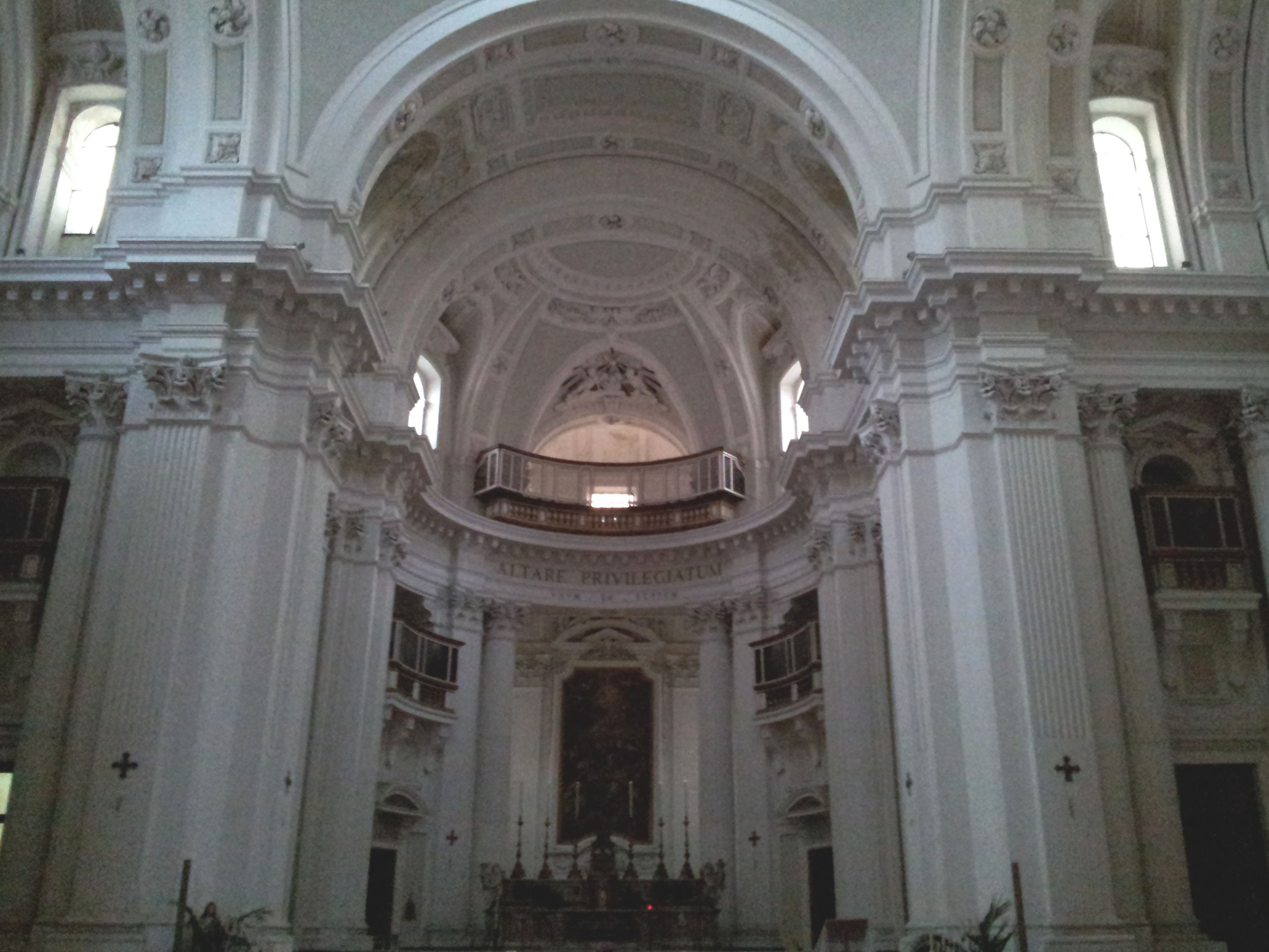
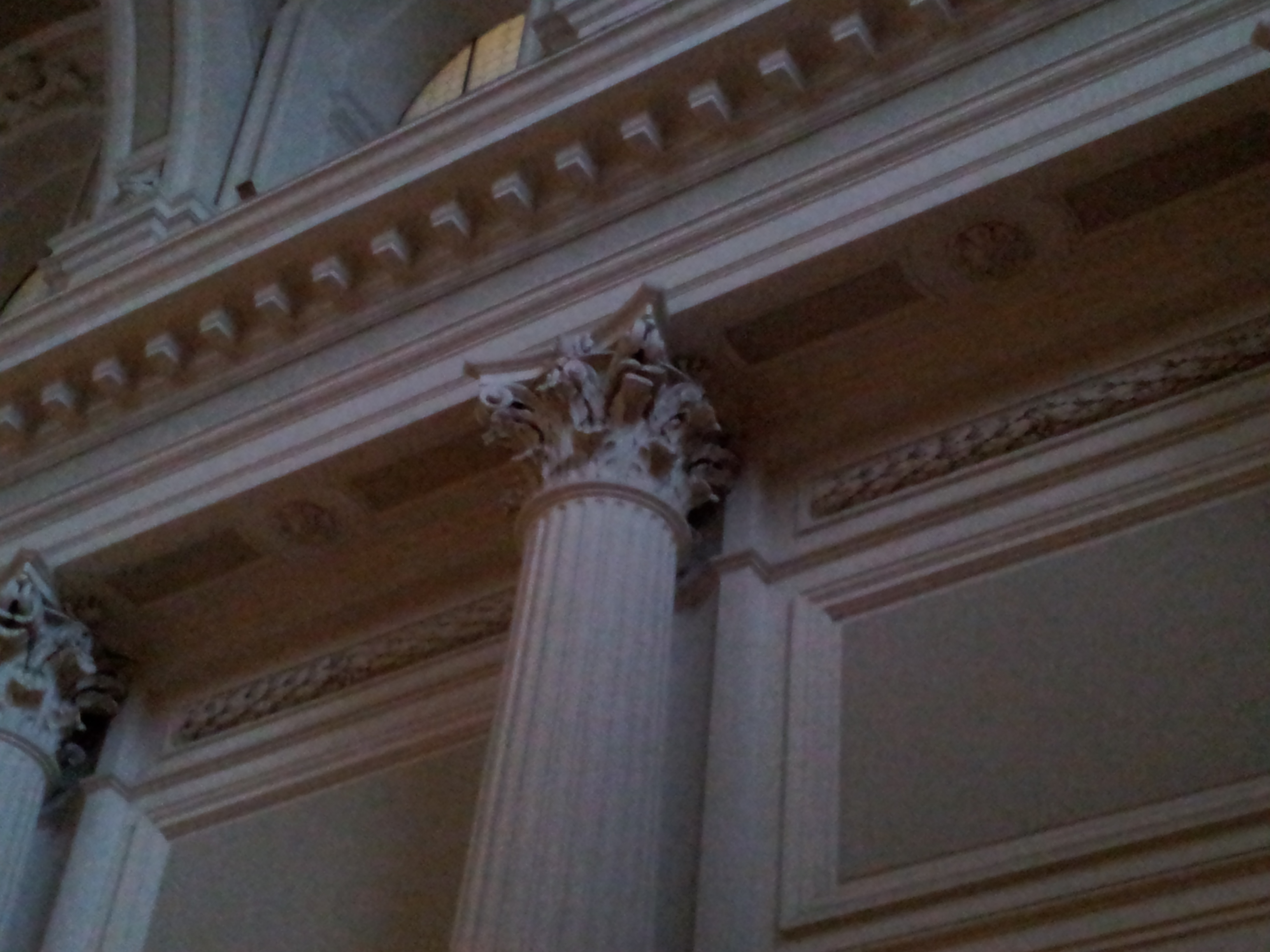
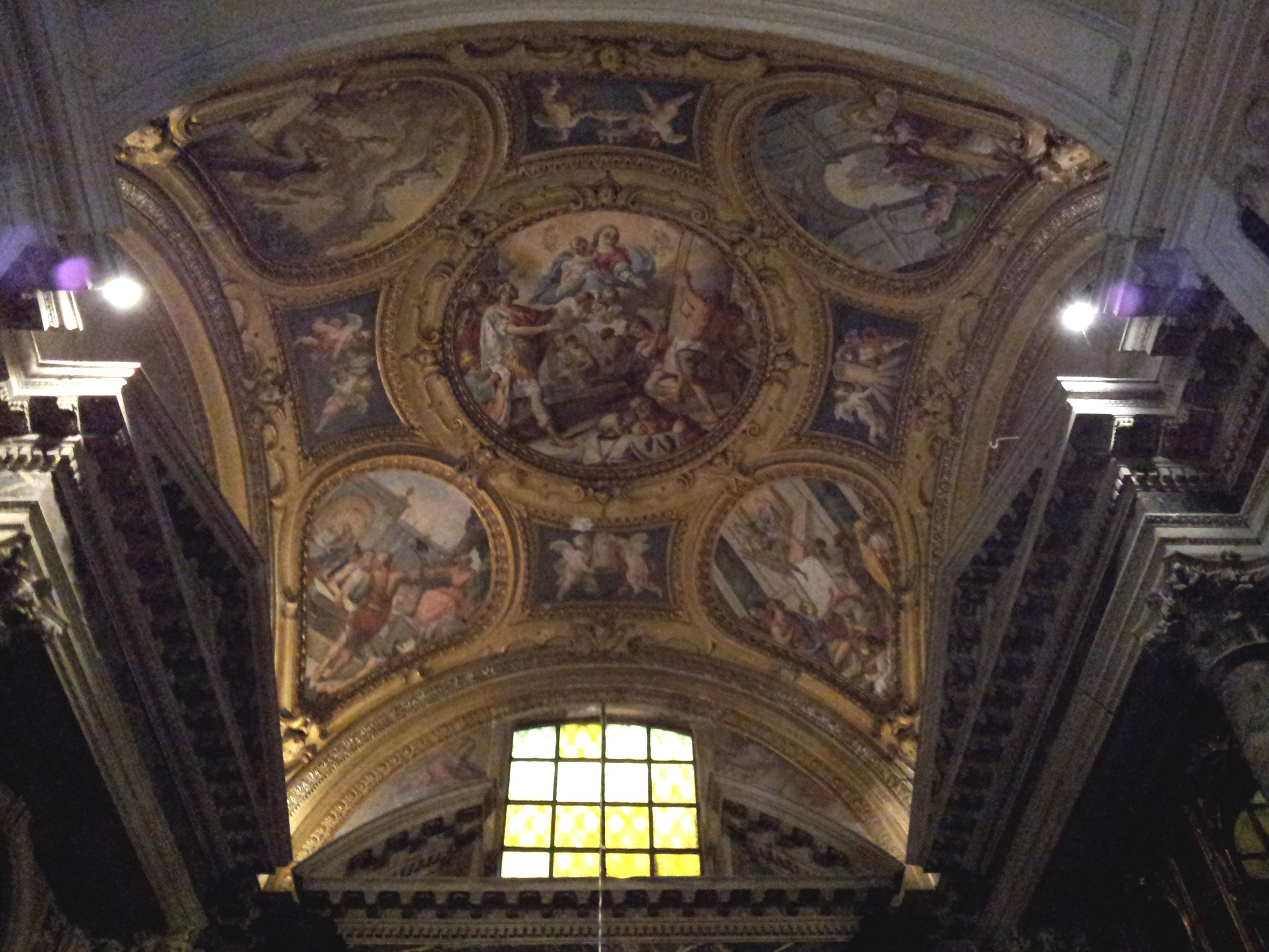
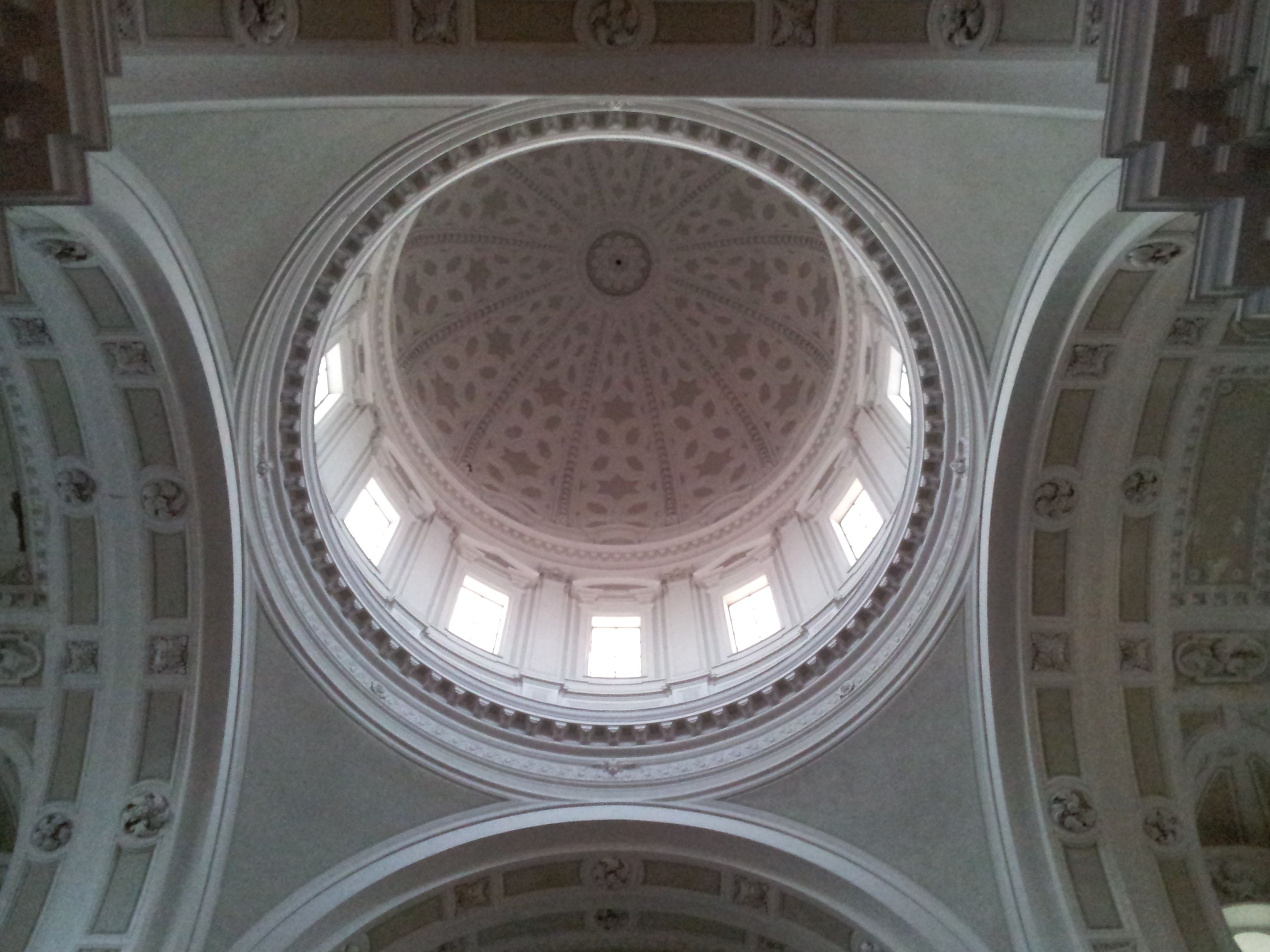